# تابان (بلغارستان)
تابان (به بلغاری: Taban) یک منطقهٔ مسکونی در بلغارستان است که در استان صوفیه واقع شده‌است.